# ポートランド・シードッグス
ポートランド・シードッグス(Portland Sea Dogs)は、MiLB、AA（ダブルA）イースタンリーグイースト地区所属の野球チーム。本拠地はメイン州ポートランドにあるハドロック・フィールド。現在はMLBボストン・レッドソックス傘下のチームとして活動している。

## 歴史
1992年、ポートランドがイースタンリーグの新球団のフランチャイズ（2球団）に選ばれ、1994年4月から活動することが決定される。ちなみに同じポートランドに決まったもう一つの球団はニューヘイブン・レイブンズ（現：ニューハンプシャー・フィッシャーキャッツ）。
1993年5月、フロリダ・マーリンズと1994年シーズンから9年間提携することに合意。本拠地はハドロック・フィールドに決定。
1994年、ロバート・ギャンリー市長が球場の改装を発表。
2003年、ボストン・レッドソックスと提携。

## 過去の主な所属選手
- マーク・コッツェイ
- ケビン・ミラー
- ライアン・デンプスター
- ブラッド・ペニー
- A.J.バーネット
- ジョシュ・ベケット
- ケビン・ユーキリス
- ジョナサン・パペルボン
- ハンリー・ラミレス
- ジョン・レスター
- ダスティン・ペドロイア
- ブランドン・モス
- ジャコビー・エルズベリー
- 松坂大輔
- クレイ・バックホルツ
- 田澤純一
- レイナルド・ロドリゲス
- アンソニー・リゾ
- ホセ・イグレシアス
- ウィル・ミドルブルックス
- ジャッキー・ブラッドリー・ジュニア
- ザンダー・ボガーツ
- ムーキー・ベッツ
- アンドリュー・ベニンテンディ
- ヨアン・モンカダ
- ラファエル・デバース